# 中宗 (朝鮮王)
中宗（チュンジョン、ちゅうそう）は、李氏朝鮮の第11代国王である（在位：1506年 - 1544年）。諱は懌。諡は恭僖徽文昭武欽仁誠孝大王、略して中宗恭僖大王。第9代成宗の次男で、第10代燕山君の異母弟。

## 略史
1494年、6歳で晋城大君（チンソンデグン）に冊封された。1506年9月2日、勲旧派の朴元宗（パク・ウォンジョン）、成希顔（ソン・ヒアン）、柳順汀（ユ・スンジョン）らがクーデターによって燕山君を廃位、追放し、18歳の晋城大君を擁立した。史上、中宗反正（チュンジョンバンジョン）と呼ばれる。中宗は勲旧派のクーデター勢力に擁立された王権の脆弱性を打開するため、燕山君に弾圧された士林派を引き入れ革新を図ったが、土地兼併禁止、均田制実施などを主張する趙光祖（チョ・グァンジョ）ら急進的な士林勢力を押さえることができず、政局は混乱に陥った。
1519年、反正功臣らは過激な士林派に反逆罪をかぶせて粛清を行い、士林派の中心人物であった趙光祖も帰郷を命じられたあと、王命により自害を強いられた。これを己卯士禍と言い、この時粛清された学者たちを後世「己卯名賢」と呼ぶようになった。1521年、己卯士禍の余波で辛巳誣獄（신사무옥）が発生して安処謙などの士林派がまた首切りされた。その後にも政局はもっと混乱し、1524年、権臣金安老（キム・アルロ）の罷職、1525年、尹世昌（ユン・セチャン）の反逆事件、1527年、東宮の灼鼠の変が相次いで発生した。結局犯人で指目を受けた敬嬪朴氏と彼女の息子李嵋が宮廷を退出させられた後、1533年に親子ともども処刑された（木牌の変）。
1531年、その間政界で疏外された金安老がまた復権すると政界はさらに混乱し、金安老に対抗するため中宗の外戚である尹元老（ユン・ウォルロ）と尹元衡（ユン・ウォニョン）兄弟が登場して、政界は勲臣と戚臣の対立が激化して、結局金安老が追放された。このような戚臣の擡頭は、1545年に乙巳士禍が発生する原因になった。
また1510年には彼の側近だった朴元宗が死去した直後に南部で三浦の乱が起こり、北方からは女真族の侵入が相次ぎ、社会不安が絶えなかった。
38年2ヶ月在位した後、1544年11月14日に長男の仁宗に譲位し、翌日56歳で死去した。墓は「靖陵」とよばれる。
クーデター勢力に担ぎ上げられて即位したこともあってか、殊に優柔不断さでは朝鮮王朝史上でも類を見ない国王であり、無能でこれと云った功績も無かった。また、病弱なところもあり、この性質は長男の仁宗に受け継がれた。

## 家系
- 祖父: 懿敬世子 李暲（1438年 - 1457年）- 追尊王（諡号: 徳宗）
- 祖母: 仁粋大妃韓氏（1437年 - 1504年）
- 父: 成宗（1457年 - 1494年）
- 母: 貞顕王后尹氏（1462年 - 1530年）
- 姉: 順淑公主（朝鮮語版）（1478年 - 1488年）

### 宗室
- 正室: 端敬王后慎氏（1487年 - 1557年） - 燕山君の王后慎氏の姪、即位直後に廃位
  - 子女なし
- 継室: 章敬王后尹氏（1491年 - 1515年）
  - 孝恵公主 李玉荷（1511年 - 1531年） - 金安老の息子の延城尉 金禧と結婚
  - 仁宗 李峼（1515年 - 1545年）

- 継室: 文定王后尹氏（1501年 - 1565年）
  - 明宗 慶原大君 李峘（1534年 - 1567年）
  - 懿恵公主（朝鮮語版） 李玉蘭（1521年 - 1564年）
  - 孝順公主（朝鮮語版） 李玉蓮（1522年 - 1538年）
  - 敬顕公主（朝鮮語版） 李玉賢（1530年 - 1584年）
  - 仁順公主（朝鮮語版） - 夭折（1542年 - 1545年）
- 後宮: 敬嬪朴氏（生年不詳 - 1533年） - 灼鼠の変（朝鮮語版）で賜死
  - 福城君 李嵋（1509年 - 1533年）
  - 恵順翁主（朝鮮語版） 李鉄環（1512年 - 1583年）
  - 恵静翁主（朝鮮語版） 李石環（1514年 - 1580年）
- 後宮: 熙嬪洪氏（1494年 - 1581年）
  - 錦原君 李岭（朝鮮語版）（1513年 - 1562年）
  - 鳳城君 李岏（朝鮮語版）（1528年 - 1547年）
- 後宮: 昌嬪安氏（1499年 - 1549年） - はじめ淑容。宣祖の即位後、昌嬪と追尊。
  - 永陽君 李岠（朝鮮語版）（1521年 - 1561年）
  - 徳興君 李岹（1530年 - 1559年） - 第14代国王宣祖の父
  - 静慎翁主（朝鮮語版） 李善環（1526年 - 1552年）
- 後宮: 淑儀洪氏（朝鮮語版）（生没年不詳）
  - 海安君 李㟓（朝鮮語版）（1511年 - 1573年）
- 後宮: 貴人韓氏（朝鮮語版）（1500年 - 1575年） - 安順王后韓氏（睿宗の継妃）の姪
  - 王子 - 夭折（1528年、同年逝去）
- 後宮: 淑儀李氏（朝鮮語版）（生年不詳 - 1524年）
  - 徳陽君 李岐（朝鮮語版）（1524年 - 1581年）
- 後宮: 淑儀羅氏（朝鮮語版）（1489年 - 1514年） - 出産時に死去
  - 子女なし
- 後宮: 淑媛李氏（生年不詳 - 1520年）
  - 貞順翁主 李貞環（1517年 - 1581年）
  - 孝静翁主（朝鮮語版） 李順環（1520年 - 1544年）
- 後宮: 淑媛金氏（朝鮮語版）（生没年不詳）
  - 淑静翁主（朝鮮語版） 李守環（1525年 - 1564年）

## その他
朝鮮医学の変遷史の中で、中宗は解熱剤として野人乾水(人糞を水で溶いたもの)を服用していたことでも知られている。

## 中宗が登場する作品
テレビドラマ
- 『朝鮮王朝五百年 風蘭』（1985年/MBC、日本未公開）演：チェ・サンフン
- 『王朝の暁 〜趙光祖伝〜』（原題：趙光祖）（1996年/KBS）演：イ・ジヌ
- 『林巨正-快刀イム・コッチョン-』（原題：林巨正）（1996-1997年/KBS）演：チェ・サンフン
- 『王と妃』（1998-2000年/KBS）演：チェ・ウヒョク
- 『女人天下』（2001-2002年/SBS）演：チェ・ジョンファン
- 『宮廷女官チャングムの誓い』（2003-2004年/MBC）演： イム・ホ
- 『ファン・ジニ』（2006年/KBS）演：パク・チャンファン
- 『王と私』（2007-2008年/SBS）演：ノ・ヨンハク
- 『インス大妃』（2011-2012年/JTBC）演：ペク・スンド 、（少年時代）チョン・ジュニョク
- 『天命』（原題：天命：朝鮮版逃亡者の話）（2013年/KBS）演：チェ・イルファ
- 『オクニョ 運命の女』（原題： 獄中花）（2016年/MBC）演：キム・ボプレ
- 『師任堂、色の日記』（2017年/SBS）演：チェ・ジョンファン
- 『七日の王妃』（2017年/KBS）演：ヨン・ウジン

アニメーション
- 『少女チャングムの夢』- 声: チェ・ハン

映画
- 『ムルゲ　王朝の怪物』- 演: パク・ヒスン